# نصرت‌الدین
نصرت‌الدین نامی مردانه با ریشه عربی به معنی یاری رسان دین است.
نصرت‌الدین می‌تواند به افراد زیر اشاره داشته‌باشد:
- نصرت‌الدین ابوبکر
- نصرت‌الدین شاه یحیی
- اتابک نصرت‌الدین محمد
- نصرت‌الدین محمد